# Gogana
Gogana és un gènere de papallones nocturnes de la subfamília Drepaninae. Totes es troben a Borneo, tot i que entre d'altres es poden trobar a Sumatra i la península de Malàisia. Les larves s'alimenten de palmeres (Arecàcies).

## Taxonomia
- Gogana abnormalis (es troba a la Península de Malàisia i Sumatra); les seves plantes alimentàries inclouen Calamus manan
- Gogana bornormalis
- Gogana carnosa
- Gogana cottrillii (es troba a la Península de Malàisia).
- Gogana conwayi
- Gogana fragilis
- Gogana integra (es troba a la Península de Malàisia).
- Gogana kerara (es troba a la Península de Malàisia); les seves plantes alimentàries inclouen Daemonorops grandis i Orania macrocladus
- Gogana ossicolor
- Gogana semibrevis; les seves plantes alimentàries inclouen Calamus nanus
- Gogana specularis (es troba a la Península de Malàisia).
- Gogana streptoperoides
- Gogana tenera (es troba a la Península de Malàisia).
- Gogana turbinifera